# Marcus Johnson (football américain, 1994)
(en) Statistiques sur pro-football-reference
Marcus Johnson (né le 5 août 1994 à League City au Texas) est un joueur américain de football américain évoluant au poste de wide receiver.

## Biographie
Il a joué au niveau universitaire pour les Longhorns de l'Université du Texas avant de signer avec les Eagles de Philadelphie en 2016 en tant qu'agent libre. Il n'intègre toutefois pas l'équipe principale et se retrouve en équipe d'entraînement. La saison suivante, il réussit à percer l'équipe principale des 53 joueurs. Utilisé comme joueur de soutien, il joue 10 parties et réceptionne 5 passes durant la saison. Il remporte avec les Eagles le Super Bowl LII.
En mars 2018, il est échangé aux Seahawks de Seattle contre Michael Bennett et un choix de draft. Le 1er septembre suivant, il est échangé aux Colts d'Indianapolis contre le tight end Darrell Daniels.